# Stanisław Gonet
Stanisław Gonet (ur. 13 marca 1949 w Tarnowie, zm. 20 czerwca 1995 w Krakowie) – polski piłkarz grający na pozycji bramkarza.